# Еустома
Еустома, Лізіантус (Eustoma) — рід рослин, що належать до родини тирличевих (Gentianaceae). Залежно від підходу, він включає 2 або 3 види.

## Будова
Однорічні рослини або короткоживучі багаторічні рослини висотою до 0,7–0,8 м. Стебла прямі й розгалужені, голі і сіруваті.
ЛистяСупротивні, часто поширюються на стебло, поодинокі, нерозділені, від яйцеподібних до ланцетних.
КвітиВеликі, одиночні або зібрані в кінчикове суцвіття. Чаша з 5 або 6 чашолистків, зрощених біля основи, глибоко розсічені, вузькі і звужені. Пелюстки скручені в бутони, зрощені на дні, іноді нерегулярно зубчасті на кінцях. Синій, червоний, фіолетовий, рожевий, жовтий або білий. Є 5, або 6 тичинок з жовтими пиляками. Зав'язь однокамерна, з одинарною тонкою шийкою маточки, роздвоєний вгорі.
ПлодиЕліпсоїдальні, голі коробочки, що відкриваються двома кришками. Насіння дрібне, кулясте.

## Поширення та середовище існування
Вони зустрічаються в преріях, у лісах, часто в сухих місцях у США, Мексиці та Карибському басейні.

## Вирощування
Унаслідок селекції отримано численні різновиди крупноквіткової еустоми — від карликової еустоми, яку вирощують в контейнерах, до високої, повноквіткової, різнобарвної, яку вирощують як декоративну, особливо для букетів. У штучних умовах рослину почали вирощувати ще в минулому столітті. Розведення та вирощування еустоми популярне особливо в Японії та Новій Зеландії.
Зрізані квіти можуть зберігатися близько трьох тижнів, зберігаючи при цьому свою привабливість і свіжість.

### Сорти високорослої еустоми
Aurora — сині, білі, блакитні або рожеві квіти і відрізняється раннім цвітінням.
Echo — досягає висоти 70 см, має розлогі стебла і великі квіти, налічує 11 різновидів різних кольорів.
Heidi — досягає висоти 90 см, часто квітне. Сорт налічує 15 різновидів різних кольорів.
Flamenco — найвищий і не вибагливий сорт, 90-120 см. Великі квітки мають багато відтінків.

### Кімнатні сорти еустоми
Mermaid — невисока гілляста рослина, 12-15 см заввишки, маленькі квіти можуть мати різне забарвлення.
LittleBell — рослина 15 см заввишки, не потребує прищіпки, має прості воронкоподібні чашечки різних відтінків.
Еустома Вірність — біла квітка 20 см заввишки, на якій спірально розташовані численні прості бутони.
FloridaPink — сорт, який має рожеві квітки, що утворює букет правильної форми.

## Таксономія
Рід підтриби Chironiinae, триби Chironieae родини тирличеві (Gentianaceae). Тісно пов'язаний з родини золототисячник Centaurium.

### Види
- Eustoma exaltatum
- Eustoma russellianum

Вид E. barkleyi пропонується визнати як вид E. exaltatum f. Barkleyi (Shinners) BL Turner.

## Галерея

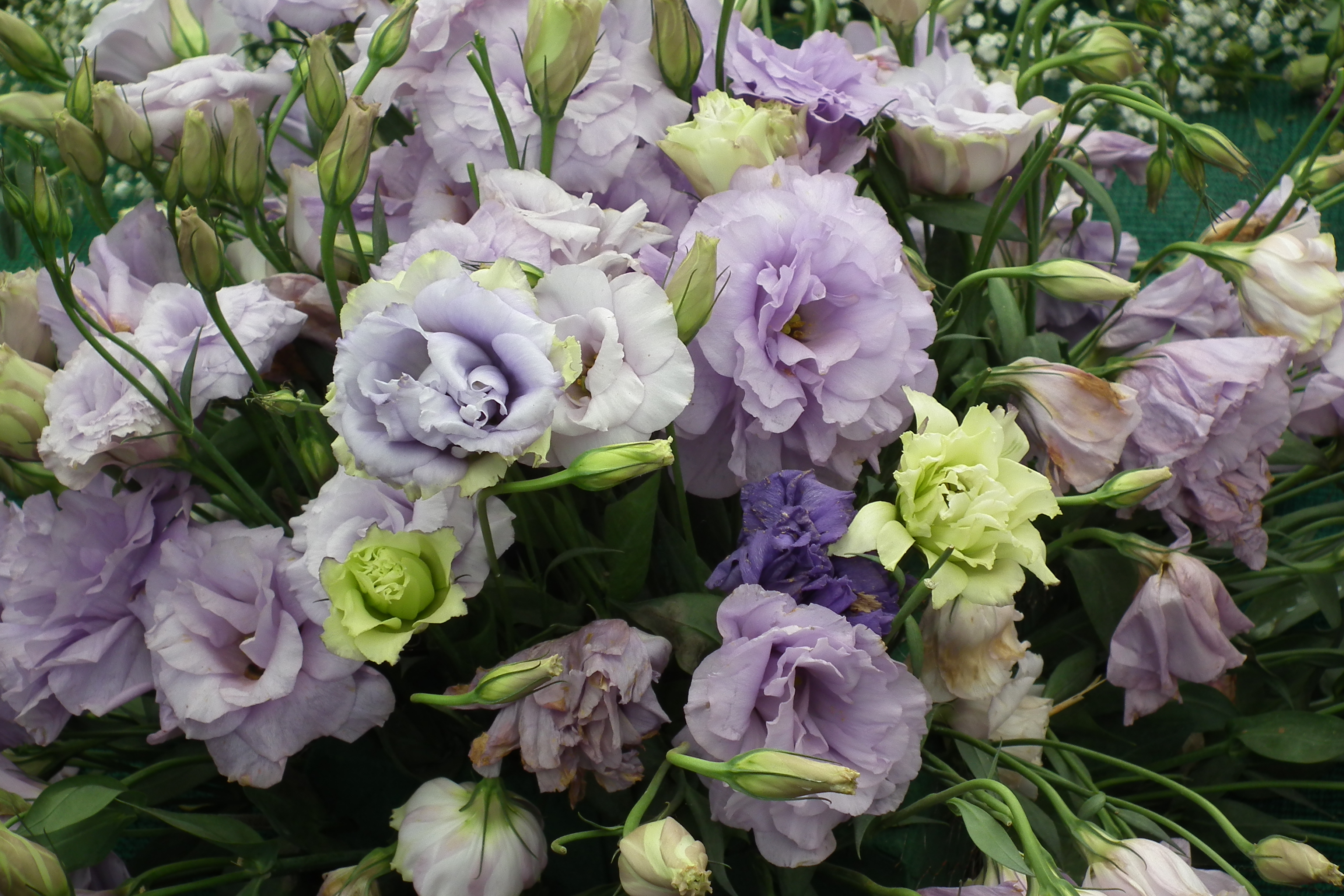
Еустома великіквіткова. Ріні сорти
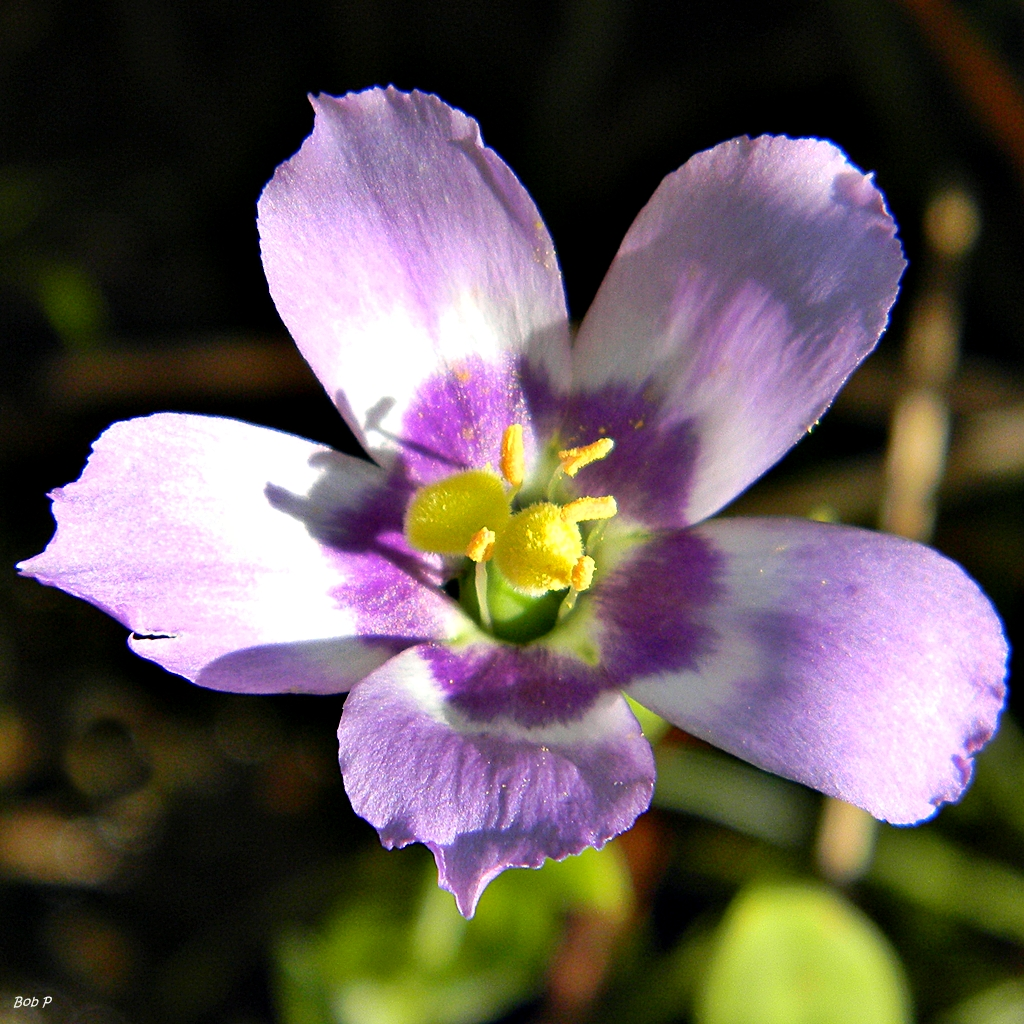
Eustoma exaltatum
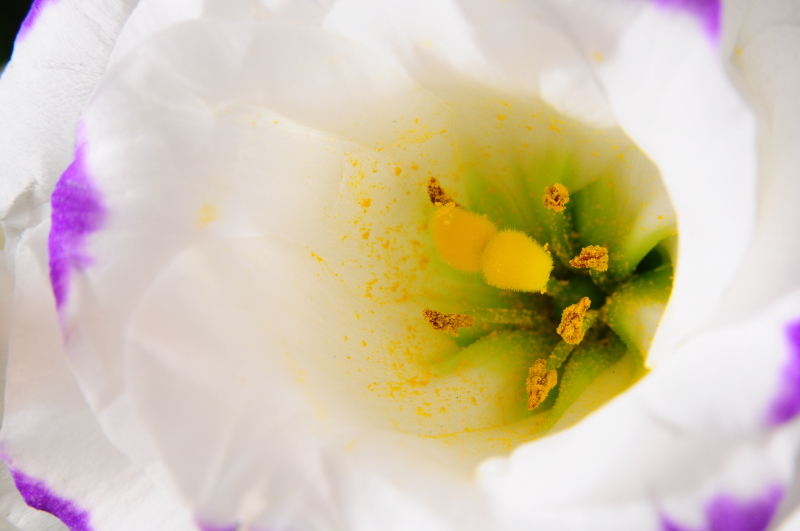
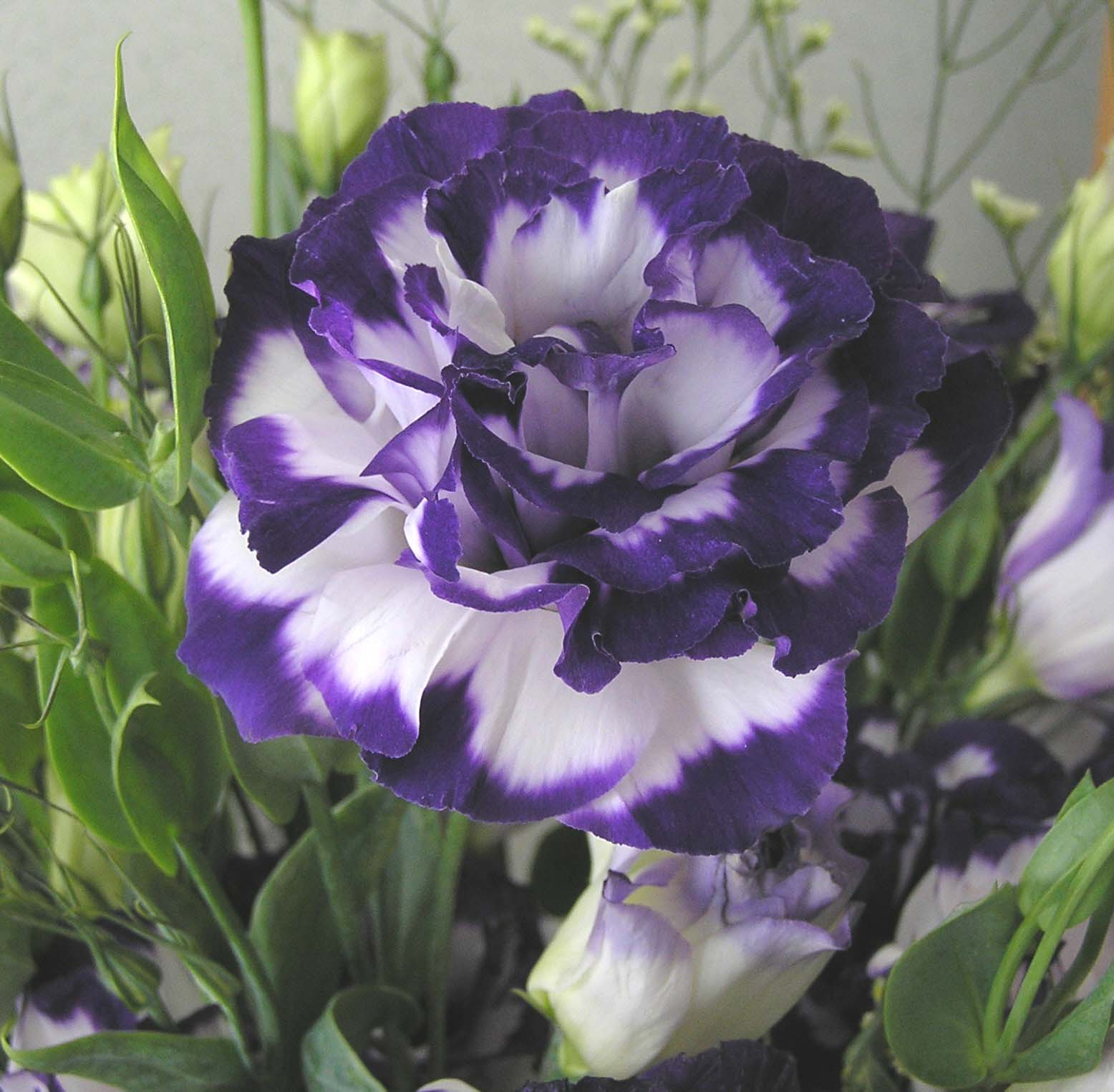
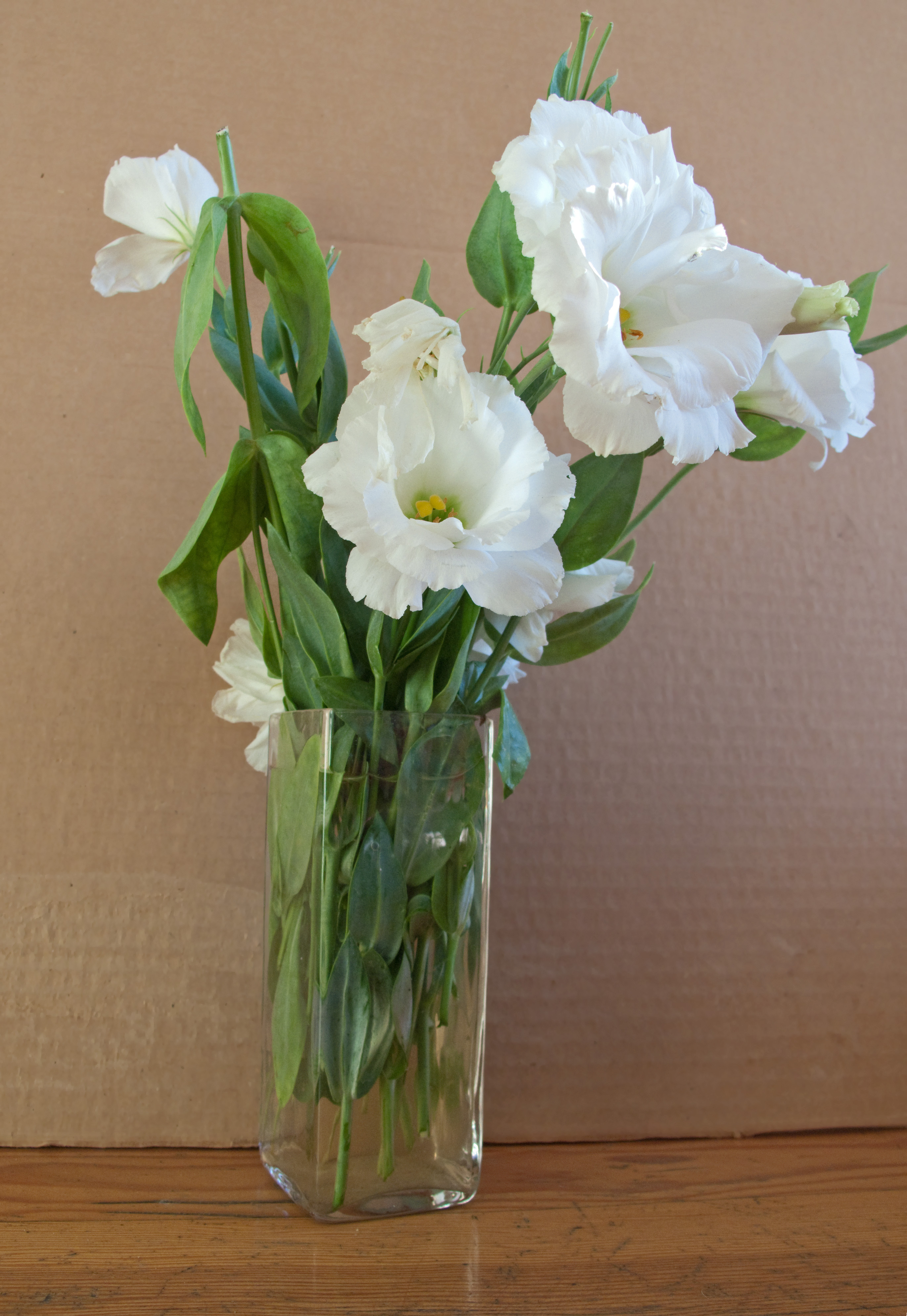